# Arachnoididae
Arachnoididae Duncan, 1889 é uma família de equinodermes da ordem Clypeasteroida.

## Taxonomia
A família Arachnoididae inclui os seguintes géneros:
- Ammotrophus H. L. Clark, 1928
- Arachnoides Leske, 1778
- Fellaster Durham, 1955
- Fossulaster Lambert & Thiery, 1925
- Monostychia Laube, 1869
- Philipaster Wang, 1994
- Prowillungaster Wang, 1994
- Scutellinoides Durham, 1955
- Willungaster Philip & Foster, 1971